# Principio di mediocrità

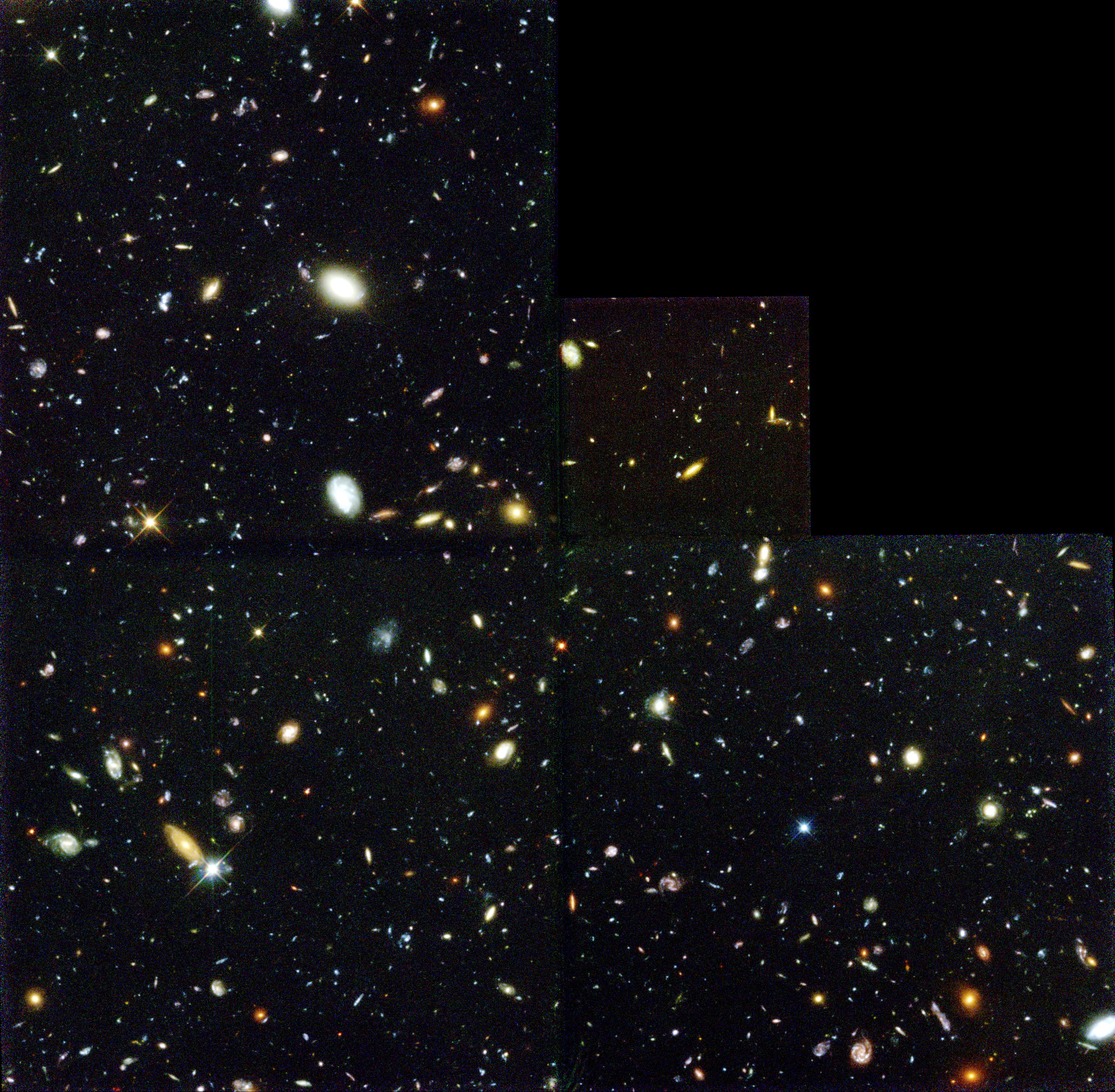
L'Hubble Deep Field, immagine ottenuta con tempi lunghissimi di esposizione, può essere considerata un'illustrazione del principio di mediocrità

In astronomia e filosofia della scienza, il principio di mediocrità afferma che non c'è nulla di speciale, su scala cosmologica, nella Terra e nell'Umanità.
Esso è un'estensione del principio copernicano, e può essere generalizzato nel concetto di "non particolarità" di qualsiasi evento: qualunque fenomeno osservato può verificarsi o essersi verificato molte altre volte nell'universo.
Il principio è supportato da diversi dati, tra cui:
- L'universo è molto più grande di quanto si pensava prima della scoperta di Edwin Hubble che alcune formazioni, che venivano considerate delle nebulose, sono in realtà galassie esterne alla Via Lattea. Il loro numero è stimato attualmente in oltre 100 miliardi.
- L'esistenza di altri sistemi planetari, confermata dalla scoperta di diversi pianeti extrasolari, rende probabile l'esistenza di altri pianeti del tutto simili alla Terra.
- La gran maggioranza della comunità scientifica concorda ormai nel ritenere l'origine e l'evoluzione della vita come un fenomeno naturale, che si verifica necessariamente ogni qual volta esistano determinate condizioni fisico-chimiche. Viste le dimensioni dell'universo, è del tutto probabile che esse si verifichino o si siano verificate in molti altri casi. Questo dato è supportato dal principio antropico forte.

Tra i maggiori sostenitori del principio di mediocrità, specialmente per quanto riguarda l'esistenza di vita evoluta al di fuori della Terra, vi sono gli astronomi Carl Sagan e Frank Drake.
Il principio di mediocrità è opposto all'ipotesi della rarità della Terra, secondo la quale la nascita ed evoluzione della vita sulla Terra ha richiesto una combinazione estremamente improbabile di eventi e circostanze astrofisiche e geologiche.